# Пођо Импизо
Пођо Импизо је насеље у Италији у округу Катанија, региону Сицилија.
Према процени из 2011. у насељу је живело 73 становника. Насеље се налази на надморској висини од 714 м.